# Рябчик камчатский
Ря́бчик камча́тский (лат. Fritillária camschatcénsis) — многолетнее травянистое растение; вид рода Рябчик семейства Лилейные. В англоязычных странах растение называется камчатской лилией (англ. Kamchatka-lily).

## Ботаническое описание
Травянистый многолетник высотой 35—60 (до 70) см с уплощённо-округлой белой луковицей диаметром 0,8—1,2 (до 3) см. Зубчатые чешуи луковиц состоят из мелких чешуек-луковичек, похожих на зёрна риса. Замещающая луковица образуется на толстом столоне, а детка — на концах столонов. Стебель гладкий
Листья ланцетные или овально-ланцетные, 2,5—9 см длиной и 0,6—4 см шириной, снизу сизоватые, после цветения — желтеющие, нижние и средние в мутовках по 3—5, верхние — супротивные и одиночные.
Цветки с неприятным запахом расположены по 1—3 на верхушке стебля; колокольчатые или воронковидные, поникающие, чёрно-пурпурные или чёрно-коричневые, со слабым «шахматным» рисунком. Листочки околоцветника овально-ланцетные, 2—3 см длиной, внутренние немного (на 1—2 мм) шире наружных. Пыльнники желтые, 2,5—4 см длиной. Столбик короткий, 1—2 мм длиной; рылец 3, толстых, отогнутых, 0,4—0,6 мм длиной.
Плод — продолговато-овальная коробочка с тупыми рёбрами, 2—3 см длиной и 1,2—2 см шириной.
Цветёт в мае—июле.
Число хромосом: 2n = 24, 36.

## Распространение
Широко распространён в умеренной зоне Северной Пацифики, от Японии (Хоккайдо и Хонсю) до Северной Америки. В составе флоры Дальнего Востока РФ встречается на Камчатке, Сахалине, Курилах, в Приморье.

## Экология
Произрастает на береговых валах у моря, скалах и склонах морских террас, болотах-шикшёвниках, в березняках, лугах и луговинных тундрах, в зарослях ольшаника, до 950 м над уровнем моря.
Предпочитает сырые торфянистые почвы.

## Значение и применение
Декоративное, пищевое и лекарственное растение.
Луковички употребляются в пищу коренным населением Дальнего Востока и Америки. По вкусу напоминает каштан. Почти все индейские племена северо-западных районов Северной Америки (тихоокеанское побережье Британской Колумбии и юго-восточная Аляска) употребляли маленькие луковички рябчика камчатского, по внешнему виду напоминающие белый рис (из-за этого американцы иногда называют растение индейским рисом — англ. Indian rice), в пищу. Они растут относительно близко к поверхности земли и легко могут быть извлечены весной (перед цветением), летом или осенью (после цветения) при помощи палки-копалки, лопаты или просто пальцами. Их готовили сразу или заготовляли впрок. Для скорого употребления их варили в течение короткого времени, а потом делали «пюре» и ели с жиром, тушили с рыбой и мясом, или иногда запекали в золе. Даже будучи отваренными, луковички немного горчили, и некоторые племена вымачивали их в воде. Их сушили на солнце и толкли в муку, запасая её на зиму, хранили в прохладном месте.
Луковицы индейского риса использовались в торговле как своеобразная мера цены.
Начало цветения рябчика предвещало наступление индейского Нового года, цветки использовали для украшения одежд при исполнении новогоднего «танца цветов».
Как декоративное растение, рябчик камчатский в Европе появился в 1757 году.
Садоводами введены несколько садовых культиваров, отличающихся признаками цветков и всего растения. Так, например, у Fritillaria camschatcensis 'Flavescens', описанного Т. Макино в 1932 году как Fritillaria camschatcensis var. flavescens Makino [≡ Fritillaria camschatcensis f. flavescens (Makino) T.Shimizu], недостаток тёмного пигмента даёт в результате цветок лимонно-жёлтого цвета, а у культивара  'Flore Pleno' не шесть, как обычно, а двенадцать—пятнадцать лепестков.

## Классификация

### Таксономия
Fritillaria camschatcensis (L.) Ker Gawl., 1809, Bot. Mag. 30: t. 1216.
Вид Рябчик камчатский относится к подроду Liliorhiza рода Рядчик трибы Лилейные (Lilieae) подсемейства Lilioideae семейства Лилейные (Liliaceae) порядка Лилиецветные (Liliales).
Fritillaria camschatcensis var. floribunda (Benth.) Boivin, считавшаяся ранее многоцветковой разновидностью рябчика камчатского, сейчас признана разновидностью рябчика родственного — Fritillaria affinis var. affinis (Schultes) Sealy.

### Синонимы

#### Гомотипные синонимы
- Amblirion camschatcense (L.) Sweet, 1830
- Lilium camschatcense L., 1753basionym

#### Гетеротипные синонимы
- Fritillaria camschatcensis var. alpina (H.Matsuura & Toyok.) Hid.Hara, 1977
- Fritillaria camschatcensis subsp. alpina H.Matsuura & Toyok., 1963
- Fritillaria camschatcensis var. flavescens (Makino, 1932
- Fritillaria camschatcensis f. flavescens (Makino) T.Shimizu, 1983
- Fritillaria camschatcensis var. keisukei Makino, 1932
- Fritillaria saranna Stejneger, 1883
- Lilium nigrum Siebold, 1830 nom. nud.
- Lilium quadrifoliatum E.Mey. ex C.Presl, 1827
- Sarana edulis Fisch. ex Baker, 1874